# Crinum welwitschii
Crinum welwitschii är en amaryllisväxtart som beskrevs av John Gilbert Baker. Crinum welwitschii ingår i släktet Crinum, och familjen amaryllisväxter. Inga underarter finns listade i Catalogue of Life.